# Campionati tedeschi di sci alpino 1967
I Campionati tedeschi di sci alpino 1967 si disputarono ad Aschau im Chiemgau; furono assegnati i titoli di slalom gigante, slalom speciale e combinata, sia maschili sia femminili.

## Risultati
| Specialità      | Uomini         | Donne            |
| --------------- | -------------- | ---------------- |
| Slalom gigante  | Ludwig Leitner | Burgl Färbinger  |
| Slalom speciale | Pepi Wurmer    | Rosi Mittermaier |
| Combinata       | Pepi Wurmer    | Rosi Mittermaier |